# I Wanna Rock (Twisted Sister)
I Wanna Rock è un singolo estratto nel maggio del 1984 dall'album dei Twisted Sister Stay Hungry.
Il singolo si classificò 17º nella lista delle Migliori canzoni Hard Rock della rivista VH1. Nel 2002 ne venne fatta una cover dalla band pop punk Lit, contenuta nell'album tributo Twisted Forever. La canzone fu anche inserita nei film The Rocker - Il batterista nudo e Rock of Ages.

## Videoclip
Il videoclip della canzone è ambientato in una scuola, dove il severo insegnante (interpretato da Mark Metcalf, meglio conosciuto come il sadico Doug Neidermeyer del film Animal House) riprende uno studente, reo di aver disegnato sul suo quaderno il logo dei band, e, alla sua domanda su cosa volesse fare nella vita, inizia il brano, e alcuni studenti si trasformano nei Twisted Sister. Durante tutto il video, il professore cerca di eliminare la band, che girava per la scuola, ricorrendo ad esplosivi come dinamite e una granata, saltando però sempre in aria. Il videoclip si conclude con il professore che, strisciando, si dirige verso l'ufficio del preside (interpretato da Stephen Furst, sempre presente nel film Animal House, dove interpretava Sogliola), che vedendolo esclama "Oh Boy, Is This Great!" (Oh ragazzi, è fantastico!) e gli spruzza del Seltz in faccia.

## Formazione
- Dee Snider - voce
- Jay Jay French - chitarra ritmica
- Eddie "Fingers" Ojeda - chitarra solista
- Mark "The Animal" Mendoza - basso elettrico
- AJ Pero - batteria

## Curiosità
- In Spongebob - Il film, la canzone è stata riadattata e chiamata Goofy Goober Rock.